# فهرست افراد مشترک در کتاب مقدس ادیان ابراهیمی
کتاب مقدس و قرآن دارای شخصیت‌های مشترک زیادی هستند که بسیاری از آنها به اسم ذکر شده‌اند، در حالی که برخی دیگر صرفاً به آنها اشاره شده است.
افراد بی‌نام هم در کتاب مقدس و هم در قرآن نیز در جدول اول ذکر شده است.

## نام‌های ذکر شده در قرآن
| تصویر               | کتاب مقدس (انگلیسی) | قرآن (عربی)      | ربانی (عبری)      | توضیحات                                                     | آیه کتاب مقدس  | آیه قرآنی   |
| ------------------- | ------------------- | ---------------- | ----------------- | ----------------------------------------------------------- | -------------- | ----------- |
|                     | هارون               | هارون در اسلام   | Aharon            |                                                             | Exodus 7:1     | مریم (سوره) |
|                     | ابراهیم             | ابراهیم در اسلام | Avraham           |                                                             | Genesis 17:3–5 | قرآن ۲:۱۲۴  |
|                     | آدم                 | آدم در اسلام     | آدم در متون ربانی |                                                             | Genesis 5:2    | قرآن ۳:۵۹   |
|                     | عمران (پدر موسی)    | عمران (پدر موسی) | Amram             | بر اساس سنت اسلامی، هر دو عمران و یهویاقیم نام یکسان دارند. | Exodus 6:20    | قرآن ۳:۳۳   |
|                     | داوود               | داوود در اسلام   | David             |                                                             | 1 Samuel ۱۷:۵۸ | قرآن ۲:۲۵۱  |
|                     | حواریون             | حواریون در اسلام |                   |                                                             | Mark 3:16–19   | صف (سوره)   |
|                     | الیاس (Elias)       | الیاس            | Eliyyahu          |                                                             | 2 Kings ۱:۸    | قرآن ۳۷:۱۲۳ |
|                     | اسحاق               | اسحاق در اسلام   | Yitzhak           |                                                             | Genesis 17:19  | قرآن ۱۹:۴۹  |
|                     | یعقوب               | یعقوب در اسلام   | Yaʿkov            |                                                             | Genesis 32:1   | قرآن ۱۹:۴۹  |
|                     | شعیب                | شعیب در اسلام    | Yitro             |                                                             | Exodus 3:1     | قرآن ۲۶:۱۷۷ |
|                     | یحیی تعمیددهنده     | یحیی در اسلام    | Yohanan           | یحیی به معنی «زنده» است.                                    | Luke 1:13      | قرآن ۱۹:۷   |
|                     | فرعون               | فرعون در اسلام   | Paroh             |                                                             | Exodus 1:11    | قرآن ۲۰:۶۰  |
|                     | بلقیس               | ملکه سبا         | Malkat Saba       | نام او در کتاب مقدس و قرآن نیامده است.                      | 1 Kings ۱۰:۱   | قرآن ۲۷:۲۹  |
| پرونده:Suleiman.jpg | سلیمان              | سلیمان در اسلام  | Shlomoh           |                                                             | 1 Kings ۱۰:۲۳  | قرآن ۳۴:۱۲  |
|                     | زکریا               | زکریا در اسلام   | Zekaryah          |                                                             | Luke 1:13      | قرآن ۱۹:۷   |

این فهرست شامل برخی از شخصیت‌های مذکور در کتاب مقدس و قرآن است که در متون ربانی نیز مورد اشاره قرار گرفته‌اند.

## نام‌هایی که در قرآن به‌طور مشخص ذکر نشده‌اند
ساره، هاجر، صفورا، الیصابات، رفائیل، هابیل و قابیل، قارون، برادران یوسف، پوتیفار و همسرش، حوا، یوکابد، سموئیل، پسران نوح و همسر نوح در قرآن نام برده شده‌اند، اما نام آن‌ها به‌طور مشخص ذکر نشده است.
در سنت اسلامی، این افراد به نام‌های زیر شناخته می‌شوند:
| تصویر | نام در کتاب مقدس (انگلیسی) | نام در عربی  | توضیحات                                                                          |
| ----- | -------------------------- | ------------ | -------------------------------------------------------------------------------- |
|       | Abel                       | هابیل        |                                                                                  |
|       | Benjamin                   | بنیامین      |                                                                                  |
|       | Cain                       | قابیل        |                                                                                  |
|       | Canaan                     | کنعان        | مشخص نیست که کنعان و "کنعان" یک فرد هستند یا خیر، زیرا او پسر نوح است نه نوهٔ او. |
|       | Elizabeth                  | الیصابات     |                                                                                  |
|       | Eve                        | حوا          |                                                                                  |
|       | Hagar                      | هاجر         |                                                                                  |
|       | Ham                        | نوح در اسلام |                                                                                  |
|       | Japheth                    | یافث         |                                                                                  |
|       | Jochebed                   | یوکابد       |                                                                                  |
|       | Joshua                     | یوشع بن نون  |                                                                                  |
|       | Korah                      | قارون        |                                                                                  |
|       | Potiphar                   | پوتیفار      |                                                                                  |
|       | Raphael                    | اسرافیل      |                                                                                  |
|       | Samuel                     | سموئیل       |                                                                                  |
|       | Sarah                      | ساره         |                                                                                  |
|       | Shem                       | سام پسر نوح  |                                                                                  |

## کتابشناسی
- Wheeler, Brannon (2006). "Dhu Al-Qarnayn".  In Leaman, Oliver (ed.). The Qur'an: An Encyclopedia. Taylor & Francis.